# مایک مسکالا
مایک مسکالا (انگلیسی: Mike Muscala؛ زادهٔ ۱ ژوئیهٔ ۱۹۹۱) بازیکن بسکتبال اهل ایالات متحده آمریکا است.
از باشگاه‌هایی که در آن بازی کرده‌است می‌توان به آتلانتا هاوکس، فیلادلفیا سونتی‌سیکسرز، و اکلاهما سیتی تاندر اشاره کرد.